# بيل هاست
بيل هاست (بالإنجليزية: Bill Haast)‏ هو أحيائي أمريكي، ولد في 30 ديسمبر 1910 في باترسون في الولايات المتحدة، وتوفي في 15 يونيو 2011 في بونتا غوردا في الولايات المتحدة بسبب مرض.